# Big Data Institute
O Big Data Institute ( BDI ), parte do Centro Li Ka Shing para Informações e Descobertas em Saúde, é um instituto de pesquisa interdisciplinar da Universidade de Oxford. O instituto faz parte do Departamento de Saúde da População de Nuffield. O prédio do BDI fica no Old Road Campus em Headington, leste de Oxford, na Inglaterra.
Académicos do BDI estão a aconselhar o governo britânico sobre um aplicativo para telemóveis para rastrear a pandemia de COVID-19 no Reino Unido.